# Волин, Яков Рувимович
Я́ков Руви́мович Во́лин (7 ноября 1911, Сенно (ныне Витебской области Белоруссии) — 17 сентября 1982, Пермь) — советский историк, заведующий кафедрой марксизма-ленинизма, основатель и бессменный руководитель кафедры истории КПСС Пермского университета (1943—1982). Специалист по проблемам идейной борьбы в российской и международной социал-демократии, автор издававшихся большим тиражом книг по истории и историографии КПСС.

## Биография
В Витебске в 1936 году окончил филиал Ленинградского педагогического института. Работал преподавателем военного училища НКВД.
Окончил аспирантуру при Ленинградском университете (1941), с 1 августа 1941 года — старший преподаватель кафедры марксизма-ленинизма возрождённого историко-филологического факультета (затем — межфакультетской кафедры) Молотовского университета.
С апреля 1945 по 16 июля 1946 года — декан историко-филологического факультета Молотовского университета. С 1943 до 1963 год заведовал кафедрой марксизма-ленинизма, с 1963 года — кафедрой истории КПСС Пермского университета.
С 23 апреля 1966 года — доктор исторических наук (диссертация «Борьба В. И. Ленина с оппортунизмом, за создание и укрепление партии нового типа (1894—1904)»), с 28 декабря 1966 — профессор.
В течение 13 лет возглавлял проблемный совет Минвуза РСФСР «В. И. Ленин и местные партийные организации России». Подготовил более 40 кандидатов и трёх докторов исторических наук.
Супруга — Клара Григорьевна, врач; дочь — литературовед Римма Гельфанд (род. 1938), младшая дочь Галина, сын Владимир, экономико-географ.
Место захоронения — аллея № 7 Южного кладбища, где похоронены учёные, общественные и советские деятели Перми, — является охраняемым объектом культурного наследия.

## Награды
Был награждён орденом «Знак Почёта» и медалями.
Заслуженный деятель науки РСФСР (1979)

## Основные работы
Опубликовал более 100 научных работ, в том числе монографию «Борьба В. И. Ленина против оппортунизма, за создание и укрепление партии нового типа» (Пермь, 1965).
- Труд и личность при социализме: проблемы социальной активности. Т. 1. / под ред. Я. Р. Волина. Пермь: Пермский университет, 1972.
- Историография петербургского «Союза борьбы за освобождение рабочего класса» / под ред. Я. Р. Волина. Пермь: Пермское книжное издательство, 1974. 215 с.
- Деятельность партийных организаций Урала в дооктябрьский период Архивная копия от 21 декабря 2016 на Wayback Machine. Перм. ун-т, 1978. 117 с.  Архивная копия от 2 апреля 2015 на Wayback Machine
- Деятельность местных партийных организаций России в революции 1905—1907 гг. / под ред. Я. Р. Волина. Пермь: Пермский университет, 1978. 170 с.
- Историография и источниковедение деятельности В. И. Ленина и местных партийных организаций в революции 1905—1907 гг. / под ред. Я. Р. Волина. Пермь: Пермский университет, 1982. 150 с.
- Волин Я. Р., Самосудов В. М. Большевики Сибири в трёх революциях. Омск: Омское книжное изд-во, 1981. 191 с.  Архивная копия от 24 сентября 2015 на Wayback Machine
- Ленинская «Правда» и местные партийные организации / науч. ред. Я. Р. Волин. Пермь: Пермский университет, 1982. 197 с.